# Pterynotus
Pterynotus is een geslacht van weekdieren uit de klasse van de Gastropoda (slakken).

## Soorten
- Pterynotus alatus (Röding, 1798)
- Pterynotus albobrunneus Bertsch & D'Attilio, 1980
- Pterynotus aparrii D'Attilio & Bertsch, 1980
- Pterynotus barclayanus (H. Adams, 1873)
- Pterynotus bibbeyi (Radwin & D'Attilio, 1976)
- Pterynotus bipinnatus (Reeve, 1845)
- Pterynotus bouteti Houart, 1990
- Pterynotus elaticus (Houart, 2000)
- Pterynotus elongatus (Lightfoot, 1786)
- Pterynotus laurae Houart, 1997
- Pterynotus martinetanus (Röding, 1798)
- Pterynotus patagiatus (Hedley, 1912)
- Pterynotus pellucidus (Reeve, 1845)
- Pterynotus tripterus (Born, 1778)